# Redning

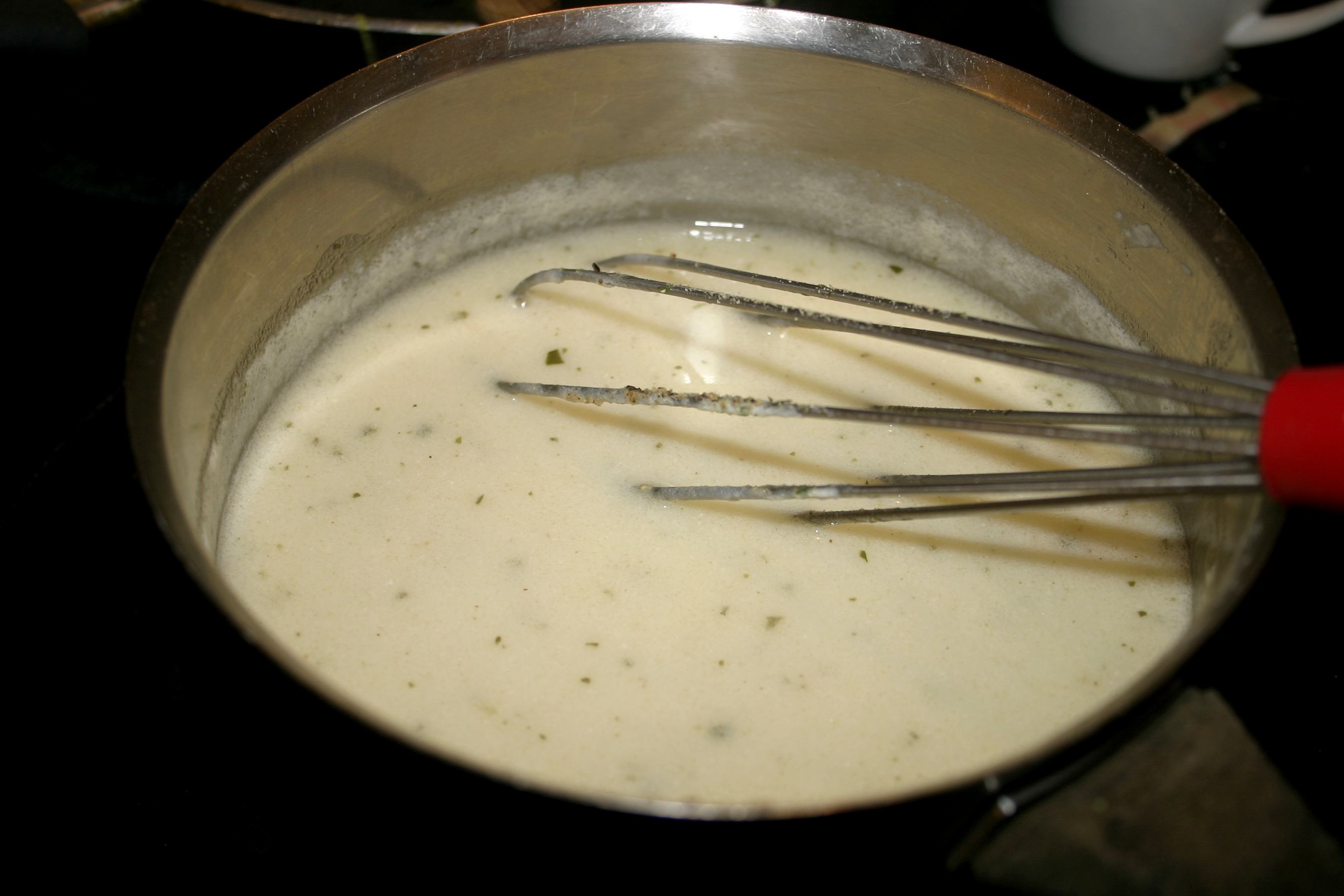
En sås baserad på roux

Redning (eller vid hänvisning till redning av mjöl och smör: roux) är inom matlagning ett medel för att göra en tunnare vätska mer tjockflytande och krämig, oftast vid tillagning av sås, stuvning, grytor eller kräm. Det kallas då att reda av. Redningen är oftast en stärkelse i form av vetemjöl, potatismjöl (i vissa maträtter hela potatisar), majsstärkelse (till exempel Maizena) eller arrowrot utblandad i vatten eller mjölk. Även äggula, grädde eller smör kan utgöra en redning.
En vätska kan redas antingen genom att redning tillsätts till vätskan (toppredning) eller att vätska tillsätts till redningen (bottenredning). Torredning innebär att man tillsätter redningsstärkelsen torr till något som steks innan man tillsätter vätska.

## Roux
Roux (franska: "rödbrun") är en typ av redning av lika delar vetemjöl och smör (men även vegetabilisk olja eller animaliskt fett används ibland). Redningen värms under omrörning för att eliminera den råa mjölsmaken. Ju längre tid redningen värms desto mörkare blir redningen och en fylligare smak uppnås genom maillardreaktion.
- Roux blanc, vit redning, maillardreaktion avbryts innan färgen ändrats, men mjölsmaken har eliminierats. Denna roux används bland annat till bechamelsås. Larousse Gastronomique anger tiden till 5 minuter.[3]
- Roux blond, ljus redning; maillardreaktion får fortgå tills redningen antagit en lätt gyllenbrun färg, vilket också leder till en nötig doft. Larousse Gastronomique anger tiden till 10 minuter.[3] Denna roux används bland annat till velouté.
- Roux brun, brun redning: maillardreaktion får fortgå tills färgen har blivit brun. Larousse Gastronomique anger tiden till 15–20 minuter.[3] Denna roux används till espagnolesås.